# Comuna Dîmarka, Ivankiv
Dîmarka (în ucraineană Димарка) este o comună în raionul Ivankiv, regiunea Kiev, Ucraina, formată din satele Dîmarka (reședința), Petrivske, Rudnea-Levkivska și Șevcenkove.

## Demografie
Componența lingvistică a comunei Dîmarka
     Ucraineană (97%)
     Rusă (3%)
Conform recensământului din 2001, majoritatea populației comunei Dîmarka era vorbitoare de ucraineană (97%), existând în minoritate și vorbitori de rusă (3%).